# Kyan Anderson
Kyan Shakeel Anderson (Fort Worth, 25 marzo 1992) è un cestista statunitense, professionista in Europa.

## Palmarès
- Campionato ungherese: 1

Falco Szombathely: 2020-2021
- Coppa d'Ungheria: 1

Falco Szombathely: 2021